# Paragus gussakovskii
Paragus gussakovskii är en tvåvingeart som beskrevs av Bankowska 2000. Paragus gussakovskii ingår i släktet stäppblomflugor, och familjen blomflugor. Inga underarter finns listade i Catalogue of Life.